# NGC 7221
NGC 7221 ist eine Balken-Spiralgalaxie vom Hubble-Typ SBbc im Sternbild Südlicher Fisch. Sie ist schätzungsweise 196 Millionen Lichtjahre von der Milchstraße entfernt und hat einen Durchmesser von etwa 115.000 Lichtjahren. Gemeinsam mit NGC 7229 und PGC 68360 bildet sie die kleine NGC 7221-Gruppe (LGG 454).
Das Objekt wurde am 27. September 1834 von John Herschel entdeckt.

## NGC 7221-Gruppe (LGG 454)
| Galaxie   | Alternativname | Entfernung/Mio. Lj |
| --------- | -------------- | ------------------ |
| NGC 7221  | PGC 68235      | 174                |
| NGC 7229  | PGC 68344      | 193                |
| PGC 68360 | ESO 467-25     | 178                |